# Cúp quốc gia Scotland 1899–1900
 Cúp quốc gia Scotland 1899–00  là mùa giải thứ 27 của giải đấu bóng đá loại trực tiếp uy tín nhất Scotland. Chức vô địch thuộc về Celtic khi đánh bại Queen's Park 4-3 trong trận Chung kết.

## Lịch thi đấu
| Vòng      | Ngày thi đấu đầu tiên | Số trận đấu | Số đội tham gia |
| --------- | --------------------- | ----------- | --------------- |
| Vòng Một  | 13 tháng 1 năm 1900   | 16          | 32 → 16         |
| Vòng Hai  | 27 tháng 1 năm 1900   | 8           | 16 → 80         |
| Tứ kết    | 10 tháng Hai 1900     | 4           | 8 → 4           |
| Bán kết   | 10 tháng 3 năm 1900   | 2           | 4 → 2           |
| Chung kết | 14 tháng 5 năm 1900   | 1           | 2 → 1           |

## Vòng Một
| Đội nhà               | Tỉ số | Đội khách          |
| --------------------- | ----- | ------------------ |
| Abercorn              | 5 – 2 | Ayr Parkhouse      |
| Airdrieonians         | 0 – 1 | Clyde              |
| Celtic                | 7 – 1 | Bo'ness            |
| Dundee                | 8 – 0 | Douglas Wanderers  |
| Forfar Athletic       | 3 – 4 | Motherwell         |
| Forres Mechanics      | 1 – 1 | Orion              |
| Galston               | 1 – 2 | Partick Thistle    |
| Hamilton Academical   | 2 – 3 | Hibernian          |
| Heart of Midlothian   | 0 – 0 | St Mirren          |
| Kilmarnock            | 2 – 0 | East Stirlingshire |
| Maybole               | 4 – 2 | Wishaw Thistle     |
| Port Glasgow Athletic | 7 – 1 | Falkirk            |
| Queen's Park          | 3 – 0 | Leith Athletic     |
| Rangers               | 4 – 2 | Greenock Morton    |
| St Bernard's          | 1 – 0 | Arbroath           |
| Third Lanark          | 5 – 1 | Raith Rovers       |

### Đá lại
| Đội nhà   | Tỉ số | Đội khách           |
| --------- | ----- | ------------------- |
| Orion     | 4 – 1 | Forres Mechanics    |
| St Mirren | 0 – 3 | Heart of Midlothian |

## Vòng Hai
| Đội nhà               | Tỉ số  | Đội khách    |
| --------------------- | ------ | ------------ |
| Dundee                | 3 –3   | Clyde        |
| Heart of Midlothian   | 1 – 1  | Hibernian    |
| Kilmarnock            | 10 – 1 | Orion        |
| Partick Thistle       | 2 – 1  | St Bernard's |
| Port Glasgow Athletic | 1 – 5  | Celtic       |
| Queen's Park          | 5 – 1  | Abercorn     |
| Rangers               | 12 – 0 | Maybole      |
| Third Lanark          | 2 – 1  | Motherwell   |

### Đá lại
| Đội nhà   | Tỉ số | Đội khách           |
| --------- | ----- | ------------------- |
| Clyde     | 0 – 3 | Dundee              |
| Hibernian | 1 – 2 | Heart of Midlothian |

## Tứ kết
| Đội nhà         | Tỉ số | Đội khách           |
| --------------- | ----- | ------------------- |
| Celtic          | 4 – 0 | Kilmarnock          |
| Partick Thistle | 1 – 6 | Rangers             |
| Queen's Park    | 1 – 0 | Dundee              |
| Third Lanark    | 1 – 2 | Heart of Midlothian |

## Bán kết
| Đội nhà      | Tỉ số | Đội khách           |
| ------------ | ----- | ------------------- |
| Queen's Park | 2 – 1 | Heart of Midlothian |
| Rangers      | 2 – 2 | Celtic              |

### Đá lại
| Đội nhà | Tỉ số | Đội khách |
| ------- | ----- | --------- |
| Celtic  | 4 – 0 | Rangers   |

## Chung kết
| Celtic | 4 – 3 | Queen's Park |
| ------ | ----- | ------------ |
|        |       |              |